# Statua di Api
Il bue Apis è una statua di provenienza egizia situata a Benevento, all'inizio del viale San Lorenzo che porta alla basilica della Madonna delle Grazie. Popolarmente è chiamata il porchettello o, in dialetto, 'a ufara 'e Santu Lavrienzo, "la bufala di San Lorenzo". Potrebbe essere stata parte dell'arredo del tempio di Iside cittadino, ma la questione è aperta.

## Storia e descrizione

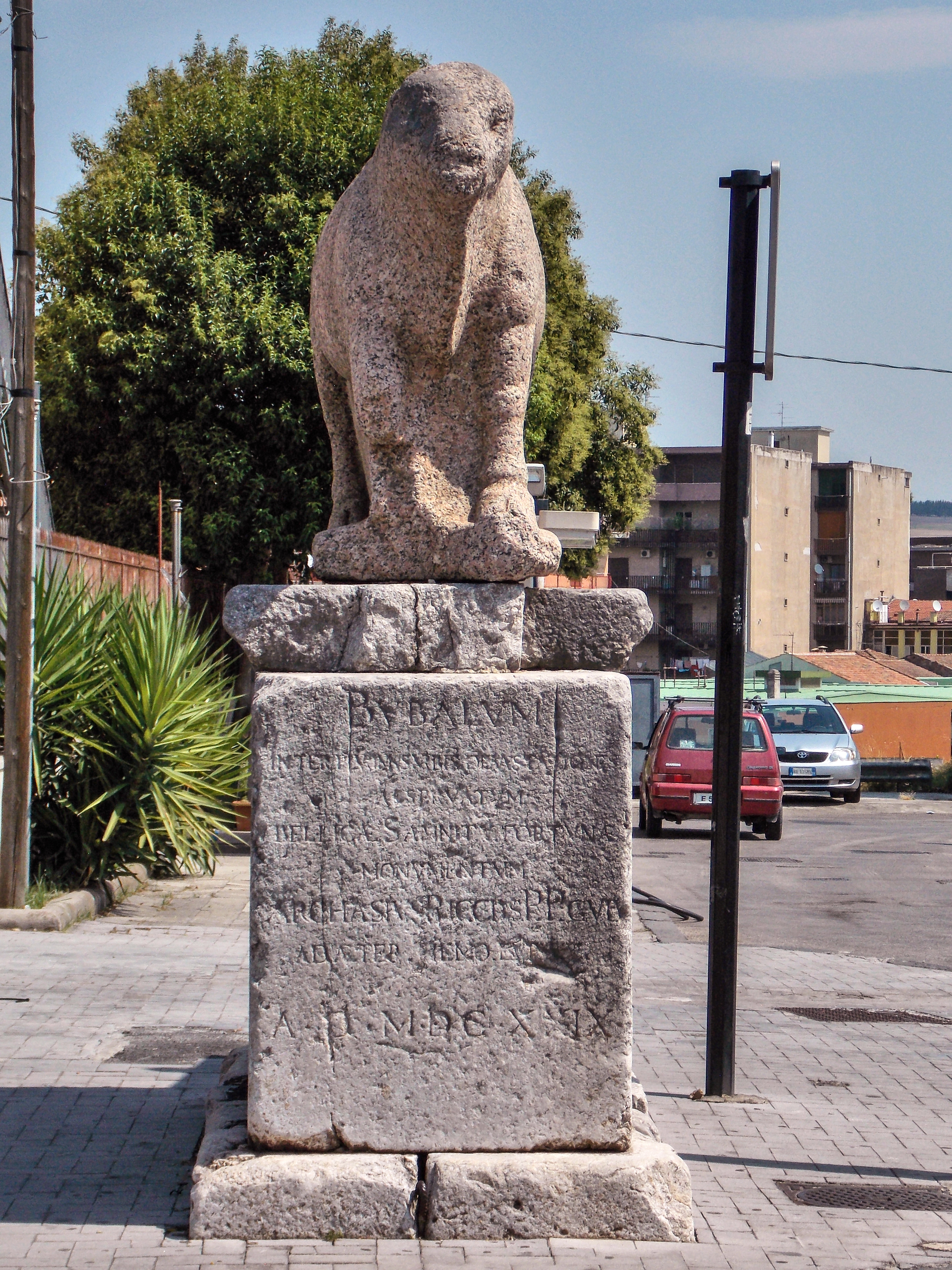
Vista frontale del bue Apis e del piedistallo

La statua di bue, in granito rosso egiziano, è molto rovinata nei dettagli: l'usura ha danneggiato soprattutto la parte superiore della testa, dove le orecchie e le corna dell'animale sono sparite del tutto.
La scultura fu rinvenuta nel 1629 sulla strada che conduce a Casale dei Maccabei e, per ordine del Gonfaloniere e dei Consoli cittadini, fu fatta installare su un piedistallo a fianco dell'imbocco di viale San Lorenzo, all'esterno della cinta muraria e di fronte all'omonima porta cittadina.
Inizialmente il bue fu considerato un'opera di età romana che commemorava un simbolo sannita, e così fu fatto incidere sul piedistallo: BVBALVM / INTER PLVRIMAS VRBIS DEVASTATIONES / ASSERVATVM / BELLICAE SAMNITVM FORTVNAE / MONVMENTVM / A. D. M.DC.XXIX. Però nel XIX secolo Émile Étienne Guimet, viaggiatore e collezionista, suggerì che si trattasse di una rappresentazione del dio Apis (e quindi, in particolare, sarebbe un toro, non un bue).
L'egittologo Hans Wolfgang Müller esaminò tale scultura e in particolare la sua possibile relazione con il tempio di Iside che sorgeva in città. Notò la rozzezza dell'esecuzione, che deve comunque essere egizia a giudicare dalla postura composta e frontale; quanto all'identificazione con Apis, però, l'egittologo notò l'assenza di quasi tutti i tratti tipici dell'iconografia del dio. Non vi è traccia delle corna con disco solare che dovevano sormontare il capo, non sono stati scolpiti i genitali, e le zampe anteriori sono allineate, diversamente dall'uso egizio di rappresentare quella sinistra avanzata.
A suo parere, non ci sono quindi elementi decisivi per asserire che il bue beneventano è veramente Apis. Si può ipotizzare che la scultura sia stata realizzata in un periodo tardo (non prima della fine del II secolo) in cui l'arte egizia, ormai in decadenza, non era più in grado di conservare le iconografie tradizionali.
Il ritrovamento della statua in un luogo isolato e lontano dal centro urbano di Benevento è stato spiegato ipotizzando che essa sia stata lì trasportata per proseguire il culto della divinità egizia clandestinamente, mentre la diffusione del cristianesimo stava eradicando i culti pagani dalla città. Se tale ipotesi è corretta, si può spiegare anche perché la zona del ritrovamento è una di quelle in cui la tradizione pone il sabba delle streghe riunite a Benevento.